# Permanganát
A permanganátok a manganát(VII) (MnO4−) aniont tartalmazó vegyületek összefoglaló neve. Mivel benne a mangán oxidációs száma +7, a permanganátion erős oxidálószer. Az ion tetraéderes geometriájú. A permanganátok oldata ibolya színű, semleges vagy enyhén lúgos közegben stabil. A pontos kémiai reakció függ a jelenlévő szerves szennyezőktől és a használt oxidálószertől. A triklóretén (C2HCl3) például nátrium-permanganáttal szén-dioxiddá (CO2), mangán-dioxiddá (MnO2), nátriumionná (Na+), hidróniumionná (H+) és kloridionná (Cl−) alakul.
Savas oldatban a permanganát(VII) a színtelen (pontosabban halvány rózsaszínű) +2-es oxidációs állapotú mangán(II) (Mn2+) ionná redukálódik.
8 H+ + MnO4− + 5 e− → Mn2+ + 4 H2O
Erősen lúgos közegben a permanganát(VII) zöld színű, +6-os oxidációs állapotú manganátionná (MnO42−) redukálódik.
MnO4− + e− → MnO42−
Semleges közegben barna színű, +4-es oxidációs fokú mangán-dioxiddá (MnO2) redukálódik.
2 H2O + MnO4− + 3 e− → MnO2 + 4 OH−

## Előállítása
Előállítható mangánvegyületekből, például mangán-kloridból vagy mangán-szulfátból erős oxidálószer, például nátrium-hipoklorit vagy ólom-dioxid hatására:
2 MnCl2 + 5 NaClO + 6 NaOH → 2 NaMnO4 + 9 NaCl+ 3 H2O
2 MnSO4 + 5 PbO2+ 3 H2SO4 → 2 HMnO4 + 5 PbSO4 + 2 H2O
Keletkezhet a manganátok diszproporciójával is, ekkor a melléktermék mangán-dioxid:
3 Na2MnO4 + 2 H2O → 2 NaMnO4 + MnO2 + 4 NaOH
Iparilag manganát (MnO42−) sók lúgos oldatának levegővel vagy elektrolitikusan végzett oxidációjával állítják elő.

## Tulajdonságai
A permanganátok a permangánsav sói. A permanganát(VII) erős oxidálószer, hasonlít a perklorátra. Emiatt gyakran használják a redoxi-reakciót alkalmazó mennyiségi elemzésben (permanganometria). Mindezeken túl szilárd állapotban stabil anyag.
Reagensként is használják, bár szerves vegyületekkel szemben nem túl szelektív oxidálószer.
A manganát(VII)-sók hővel szemben nem túl stabilak, a kálium-permanganát például 230 °C-on oxigén keletkezése közben kálium-manganátra és mangán-dioxidra bomlik:
2 KMnO4 → K2MnO4 + MnO2 + O2
A permanganát az aminokat nitrovegyületté, az alkoholokat ketonná, az aldehideket és a terminális alkéneket karbonsavvá, az oxálsavat szén-dioxiddá és az alkéneket diollá képes oxidálni. A fenti lista nem teljes.
Az alkének oxidációja során köztitermékként gyűrűs Mn(V)-öt tartalmazó részecske is keletkezik:

## Vegyületek
- Ammónium-permanganát, NH4MnO4
- Kalcium-permanganát, Ca(MnO4)2
- Kálium-permanganát, KMnO4
- Nátrium-permanganát, NaMnO4
- Ezüst-permanganát, AgMnO4

## Fordítás
Ez a szócikk részben vagy egészben  a   Permanganate című angol Wikipédia-szócikk ezen változatának fordításán alapul.  Az eredeti cikk szerkesztőit annak laptörténete sorolja fel. Ez a jelzés csupán a megfogalmazás eredetét és a szerzői jogokat jelzi, nem szolgál a cikkben szereplő információk forrásmegjelöléseként.